# Új-zélandi magyarok
Az új-zélandi magyarok, az oda kivándorlók és az ő leszármazottaik, a szigetország lakosságának szerény kisebbségét alkotják. A 2001-es népszámlálás szerint 894-en tekintették magukat magyarnak, 1191-en beszélték a magyar nyelvet és 987-en születtek Magyarországon. 2006-ban 1476 új-zélandi beszélt magyarul.

## Történet

### A 19. században

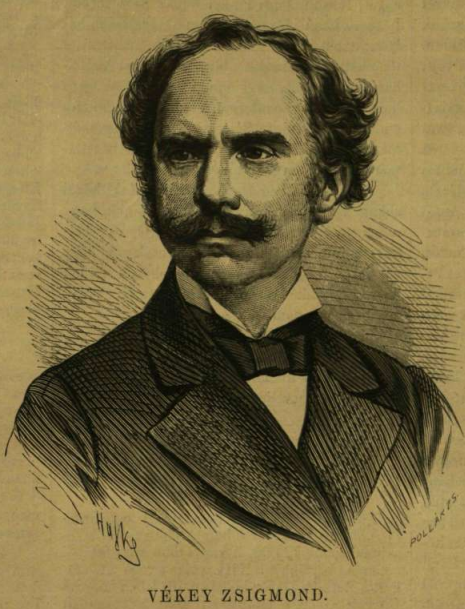
Vékey Zsigmond

A 19. században érkeztek meg az első magyar bevándorlók Új-Zélandra. Sokan közülük csak ideiglenesen tartózkodtak az országban, majd tovább utaztak.
Az 1840-es évek végén és az 1850-es évek elején számos kisebb csoport érkezett Magyarországról, köztük 48-as menekültek is. Az 1860-as években aranyláz miatt érkeztek magyarok az országba. Egyikük, Vékey Zsigmond ügyvéd, az Otago Daily Times újságírója lett
Ő később hazatért Magyarországra. Az első állandó magyar bevándorlók 1872 és 1876 között érkeztek, majd még a 19. század későbbi évtizedeiben még néhányan.

### A 20. században
A 20. század elején mintegy 100-an vándoroltak Csongrádról Új-Zélandra. Az egész úgy kezdődött, hogy egy bizonyos Rácz István, a southlandi-i Tūātapere-ben telepedett le. Haza írott leveleiben ecsetelte a kinti lehetőségeket, így 1911-ben három további család (a Kókay, a Szivák és a Kollát család) követte. Az elkövetkezendő 20 évben még számos család települt ki utánuk Csongrádról. Leszármazottaik között vannak ismert emberek: 1970-ben Kókay István fiát, Stephen Kokay-t a Wallace megyei tanács képviselőjének választották meg. Mike Rácz pedig 1986-ban Guinness-rekorder lett, ő a leggyorsabb tengeri kagyló nyitó.
A második világháború elején 55 magyar érkezett Új-Zélandra, a háború után 62. Az 1950-es évek elején további 136. Mindezek ellenére a legtöbb menekült Magyarországról az 1956-os forradalom után érkezett az országba, szám szerint 1099-en. A legtöbben közülük Auckland-ben, Wellingtonban és Christchurch-ben telepedtek le.
1970-ig még mintegy 290 magyar bevándorló érkezett az országba.

## Magyar kultúra Új-Zélandon
Az 1980-as években merült fel az a gondolat, hogy kulturális szervezeteket kellene alapítani. 2006-ban már négy városban létezett valamilyen magyar szervezet, Auckland-ben, Wellingtonban, Christchurchben és Dunedinben. 2003. augusztus 20-án Magyar Millennium park-ot avattak Wellingtonban. A parkban egy tipikus székelykapu is található.
Az új-zélandi magyarok lapja, a Magyar Szó három havonta jelenik meg. Időnként magyar nyelvű adást sugároz két rádió, az Access Radio és a  Planet FM.

## A magyarok száma Új-Zélandon
A 2001-es népszámlálás szerint 987 új-zélandi állampolgár született Magyarországon, összesen 1191 ember beszélt magyarul.
A 2006-os népszámlálás szerint 1476-an beszélnek Új-Zélandon magyarul.

## Híres új-zélandi magyarok
- Marton Csokas - színész, játszott a Gyűrűk urában, a Mennyei királyságban, az Alice Csodaországban, a Xenában és számos híres filmben
- Nándor Tánczos - parlamenti képviselő
- Baloghy György - festőművész